# Радіостанція Гріметон

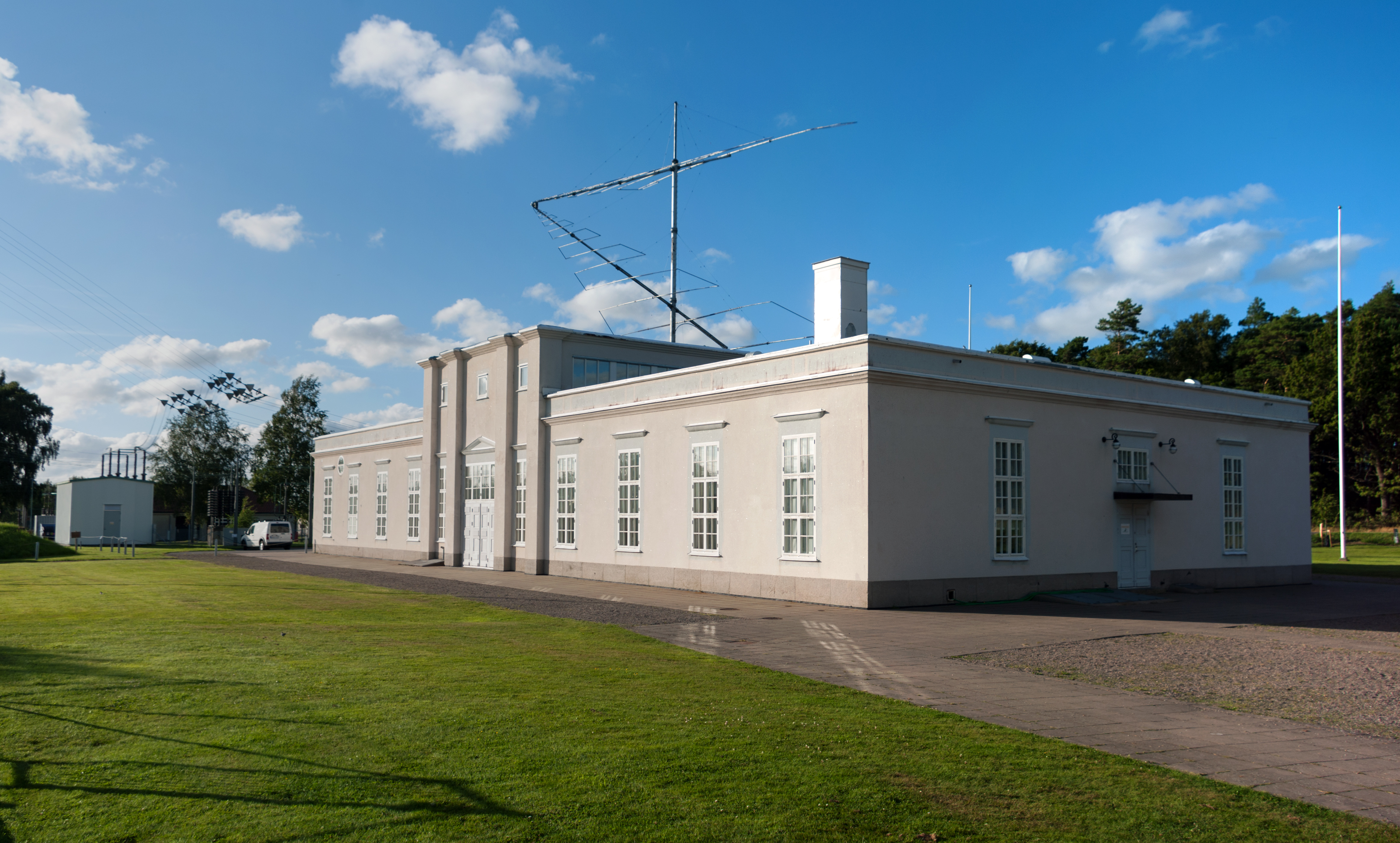
Будівля станції

Радіостанція Гріметон або радіостанція у Варбергу (швед. Radiostationen i Grimeton) — наддовгохвильова телеграфна радіостанція, побудована в 1922—1924 роках у містечку Гріметон біля шведського міста Варберг. Пам'ятка інженерного мистецтва часів раннього бездротового трансатлантичного зв'язку, входить у список Світової спадщини ЮНЕСКО.

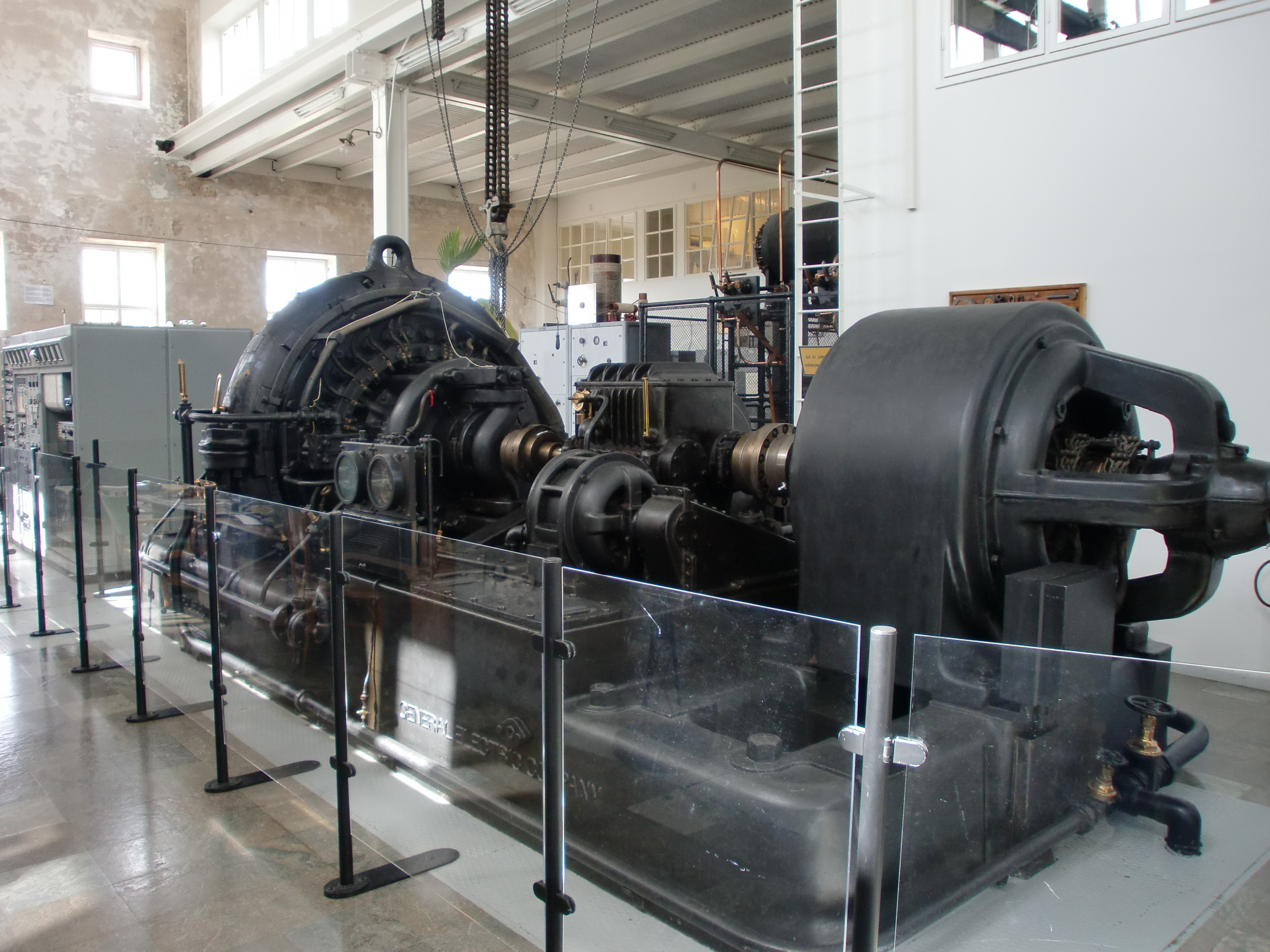
Генератор радіостанції

Радіостанцію збудував американський інженер шведського походження Ернст Александерсон 1924 року для зв'язку зі США, станцією «Центральне радіо» на Лонг-Айленді. Випромінювальним елементом є дроти, підвішені на шести сталевих вежах-щоглах висотою 127 м, віддалених одна від одної на 380 м, які утримують поперечини розмахом 46 м. На момент будівництва це були найвищі споруди в Швеції. Довжина антенного полотна — 2,2 км. Інженер Генрік Креуґер спроєктував конструкції веж-щогл, а архітектор Карл Окерблад (Carl Åkerblad) створив головний будинок радіостанції в неокласичному стилі. На станції використовується електромашинний передавач на основі генератора Александерсона потужністю 200 кВт, що працює на частоті 17,2 кГц, єдиний, що зберігся (на 2007 рік) в робочому стані, передавач подібного типу.
В 1925 році станцію урочисто відкрив король Швеції Густав V. У день відкриття він направив телеграму президенту США Калвіну Куліджу. В посланні, зокрема, йшлося про поглиблення культурних та комерційних відносин між Швецією і США з її «демократичними принципами, які допомогли мільйонам шведів знайти новий дім». Для зв'язку зі США станцію використовували до 1950-х років, вона мала важливе значення протягом Другої світової війни, коли кабельні лінії через Атлантику було перерізано. Після війни радіостанцію використовували для зв'язку з підводними човнами. У 1968 році встановлено другий (ламповий) передавач, що працює на частоті 40,4 кГц, його використовують в інтересах ВМФ Швеції. Позивний старого передавача — SAQ, нового — SRC. Одночасна робота SAQ і SRC неможлива, оскільки вони використовують одну і ту ж антенну систему.
Влітку станцією водять екскурсії, тут зберігся автомобіль «Шевроле» 1931 року, стара автозаправка фірми «Gulf». Старий передавач вмикають щороку в різдвяний святвечір 24 грудня, в день Александерсона (перша неділя липня), з інших урочистих приводів, а також для випробувань. Передаються короткі повідомлення абеткою Морзе. Станцію використовують також для трансляції FM-радіо, телебачення.